# G-sockel
G-sockel används på sockeln på många typer av halogenlampor och kompaktlysrör. Siffrorna i beteckningen avser center-till-center-avståndet mellan kontaktstiften i millimeter. Socklarna är standard enligt International Electrotechnical Commission.

## Vanliga socklar i Sverige
- G4
- G8
- G9
- GY6,35
- GU4
- GU5,3
- GU10
- GR8

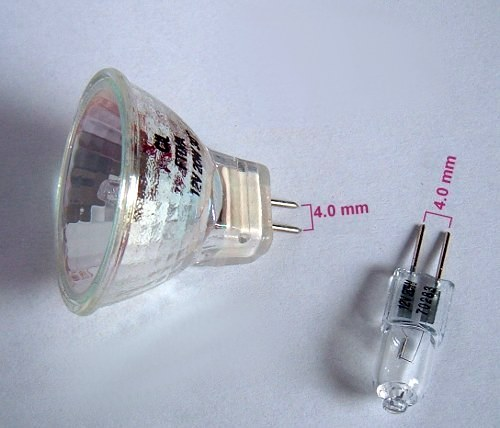
GU4 och G4
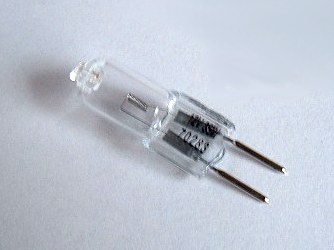
G6.35
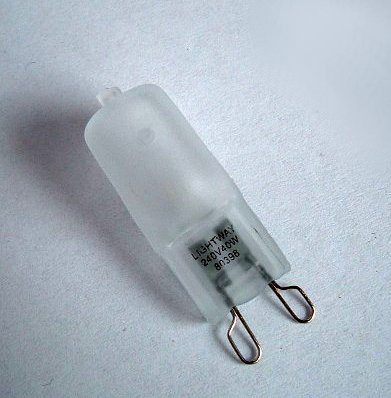
G9
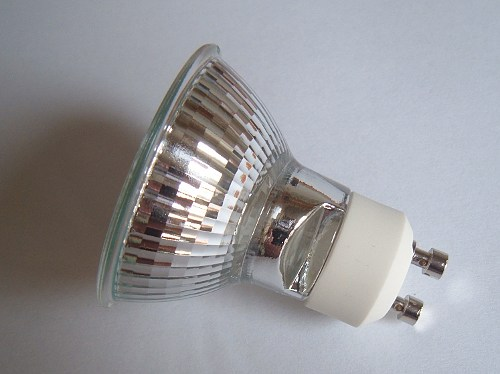
GU10
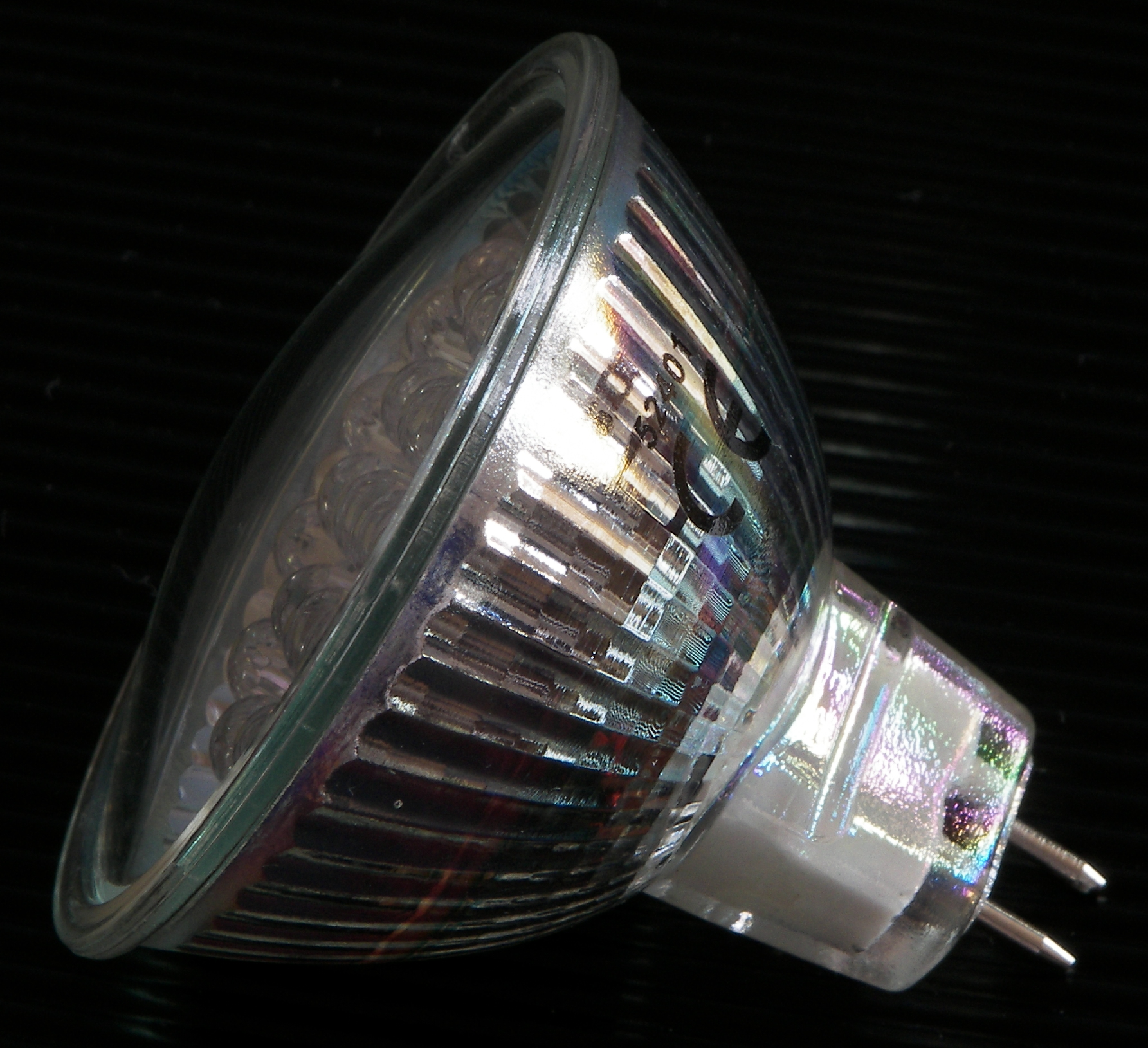
GU5.3